# Werner von Staufen

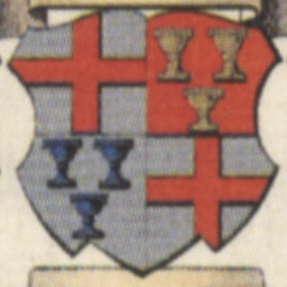
Wappen des Bischofs Werner von Staufen (Wappen des Hochstifts mit Einfügung des Familienwappens)

Werner von Staufen, auch Wernher von Staufen (* um 1170/75; † frühestens 1213) war von 1206 bis 1209 Bischof von Konstanz.

## Leben und Wirken
Die familiäre Herkunft Wernhers von Staufen ist unbekannt. Dass er dem in Staufen im Breisgau ansässigen Adelsgeschlecht der Herren von Staufen angehörte, lässt sich anhand der Quellen nicht belegen, ist aber eher unwahrscheinlich. Vermutlich entstammte er dem Ministerialengeschlecht der Herren von Arbon oder einer auf Burg Staufen bei Engen beheimateten Ministerialenfamilie.
Wernher von Staufen gehörte schon in jungen Jahren dem Konstanzer Domkapitel an, war zunächst Domherr, ab 1200 Archidiakon, zwei Jahre später Archipresbyter und wurde im April 1206 vom Domkapitel einstimmig zum Konstanzer Bischof gewählt. Seine Wahl fiel in die Zeit des Thronstreits zwischen dem staufischen Philipp von Schwaben, dem jüngsten Sohn Friedrich Barbarossas, und Otto IV. aus dem Haus der Welfen. Vielleicht gehörte Wernher, wie bereits sein Amtsvorgänger Diethelm von Krenkingen, dem staufischen Lager an, denn anders lässt es sich kaum erklären, dass Papst Innozenz III., der Partei für die Welfen ergriffen hatte, dem einstimmig gewählten Wernher die Bischofsweihe verweigerte. Die schlechte Quellenlage über Wernhers Amtsführung erlaubt jedoch keine eindeutigen Aussagen darüber, ob er tatsächliche eine staufische Gesinnung hatte.
Nach der Ermordung Philipps von Schwaben kam es im Jahre 1208 in der sogenannten Rheinecker Fehde, dem Streit zwischen dem Bistum Konstanz und dem Kloster St. Gallen um die Herrschaft über Burg Rheineck, zu einer erbitterten Schlacht, die zugunsten des Konstanzer Bistums entschieden werden konnte. Trotz dieses Sieges trat Wernher von Staufen 1209 von seinem Amt zurück, das er aufgrund der ihm verweigerten Bischofsweihe lediglich als Elekt versehen hatte.